# Corinne Griffith
Corinne Griffith (Waco, 21 november 1894 – Santa Monica, 13 juli 1979) was een Amerikaanse actrice en auteur.

## Levensloop en carrière
Griffith begon haar carrière in 1916 bij de American Vitagraph Company. Ze acteerde in onder meer Mademoiselle Modiste (1926) en The Garden of Eden (1928). Ze werd in 1929 genomineerd voor de Oscar voor Beste Actrice voor haar rol in The Divine Lady. De nominatie veroorzaakte een schandaal. The Divine Lady was de eerste geluidsfilm waarin Griffith speelde. Haar zangscènes zouden door een andere actrice zijn ingezongen. Bovendien klonk de stem van Griffith heel nasaal. Griffith besefte dat de overgang van stomme film naar geluidsfilm moeizaam verliep. Ze speelde nog in Lilies of the Field (1930) en twee andere geluidsfilms, alvorens ze een carrièreswitch maakte en auteur werd.
Griffith was viermaal gehuwd, maar had geen kinderen. Ze overleed in 1979 op 84-jarige leeftijd.

## Beknopte filmografie
- Mademoiselle Modiste, 1926
- The Garden of Eden, 1928
- The Divine Lady, 1929
- Lilies of the Field, 1930